# Noël van 't End
Noël Van 't End, (* 15. června 1991 v Houtenu, Nizozemsko) je nizozemský zápasník–judista

## Sportovní kariéra
S judem začal v 6 letech v Doornu pod vedením Hermana Boersmi. Později se přesunul do Leusdenu, kde byl v péči Theo Meijera. Vrcholově se připravuje v tréninkovém centru Kenamju v Haarlemu pod vedením Maarten Arense. Jeho vstup mezi evropskou špičku střední váhy se datuje od roku 2013. V roce 2015 přišel o Evropské hry kvůli problémům s kolenem. V roce 2016 se kvalifikoval na olympijské hry v Riu, ale nevyladil optimální formu. V úvodním kole nastoupil proti Mongolu Otgonbátarovi a na začátku třetí minuty po nástupu do ko-uči-gake byl kotrován technikou ko-uči-gaeši na ippon.
Noël Van 't End je levoruký judista, jeho osobní technikou je ko-uči-gake a seoi-nage.

### Vítězství
- 2013 - 1x světový pohár (Minsk)
- 2014 - 1x světový pohár (Čching-tao)
- 2015 - 1x světový pohár (Samsun)
- 2016 - 1x světový pohár (Tbilisi)

## Výsledky
| Olympijské hry     |     |     | —  |     |     |     | úč. |  |  |  |  |  |  |  |  |  |  |  |  |  |  |  |  |  |
| Mistrovství světa  | —   | —   |    | úč. | úč. | úč. |     |  |  |  |  |  |  |  |  |  |  |  |  |  |  |  |  |  |
| Evropské hry       |     |     |    |     |     | —   |     |  |  |  |  |  |  |  |  |  |  |  |  |  |  |  |  |  |
| Mistrovství Evropy | —   | —   | —  | úč. | úč. | —   | —   |  |  |  |  |  |  |  |  |  |  |  |  |  |  |  |  |  |
| ME do 23 let       | —   | úč. | 3. | —   |     |     |     |  |  |  |  |  |  |  |  |  |  |  |  |  |  |  |  |  |
| MS juniorů         | úč. |     |    |     |     |     |     |  |  |  |  |  |  |  |  |  |  |  |  |  |  |  |  |  |
| ME juniorů         | úč. |     |    |     |     |     |     |  |  |  |  |  |  |  |  |  |  |  |  |  |  |  |  |  |